# BMI-1
BMI-1 ist ein Protein in menschlichen Zellen, das zur Polycomb-Gruppe gehört und an der epigenetischen Regulation von Genen im Zellkern beteiligt ist. Synonyme für BMI-1 sind Polycomb Gruppe RING finger protein 4 (PCGF4) oder RING finger protein 51 (RNF51). Im menschlichen Genom ist BMI-1 durch das Gen BMI1 kodiert. BMI1 ist das humane Homolog zum Mausgen Bmi1, das ursprünglich als Integrationsstelle für ein Maus Leukaemie-Virus (B cell-specific Moloney murine leukemia virus integration site) identifiziert wurde.
BMI1 ist in einigen Krebsformen beim Menschen auch als Protoonkogen nachgewiesen worden.